# Федерація Вест-Індії на Олімпійських іграх
Спортсмени з Вест-Індської федерації брали участь у Олімпійських іграх 1960 року у Римі. У зв'язку з розпадом Федерації, з 1964 року стали незалежно виступати Ямайка, Тринідад і Тобаго, з 1968 року — Барбадос.

## Медалісти
| Бронза |                                                           |                                    |
| №      | Спортсмени                                                | Вид спорту (дисципліна)            |
| 1      | Джордж Керр                                               | Легка атлетика (Біг, 800 м)        |
| 2      | Джордж Керр, Джим Веддерберн, Кіт Гарднер, Малкольм Спенс | Легка атлетика (Естафета, 4×400 м) |